# ريتا هيستر
ريتا هيستر (بالإنجليزية: Rita Hester)‏ هي فنانة أداء أمريكية، ولدت في 30 نوفمبر 1963 في ماساتشوستس في الولايات المتحدة، وتوفيت في 28 نوفمبر 1998 في بوسطن في الولايات المتحدة.